# Johann Christian Gottfried Fritzsch
Johann Christian Gottfried Fritzsch, né à Hambourg vers 1720 où il meurt en 1802, est un graveur allemand.

## Biographie
Il travaille à Leipzig et Amsterdam, avant de retourner à Hambourg où il meurt dans la misère

## Œuvre

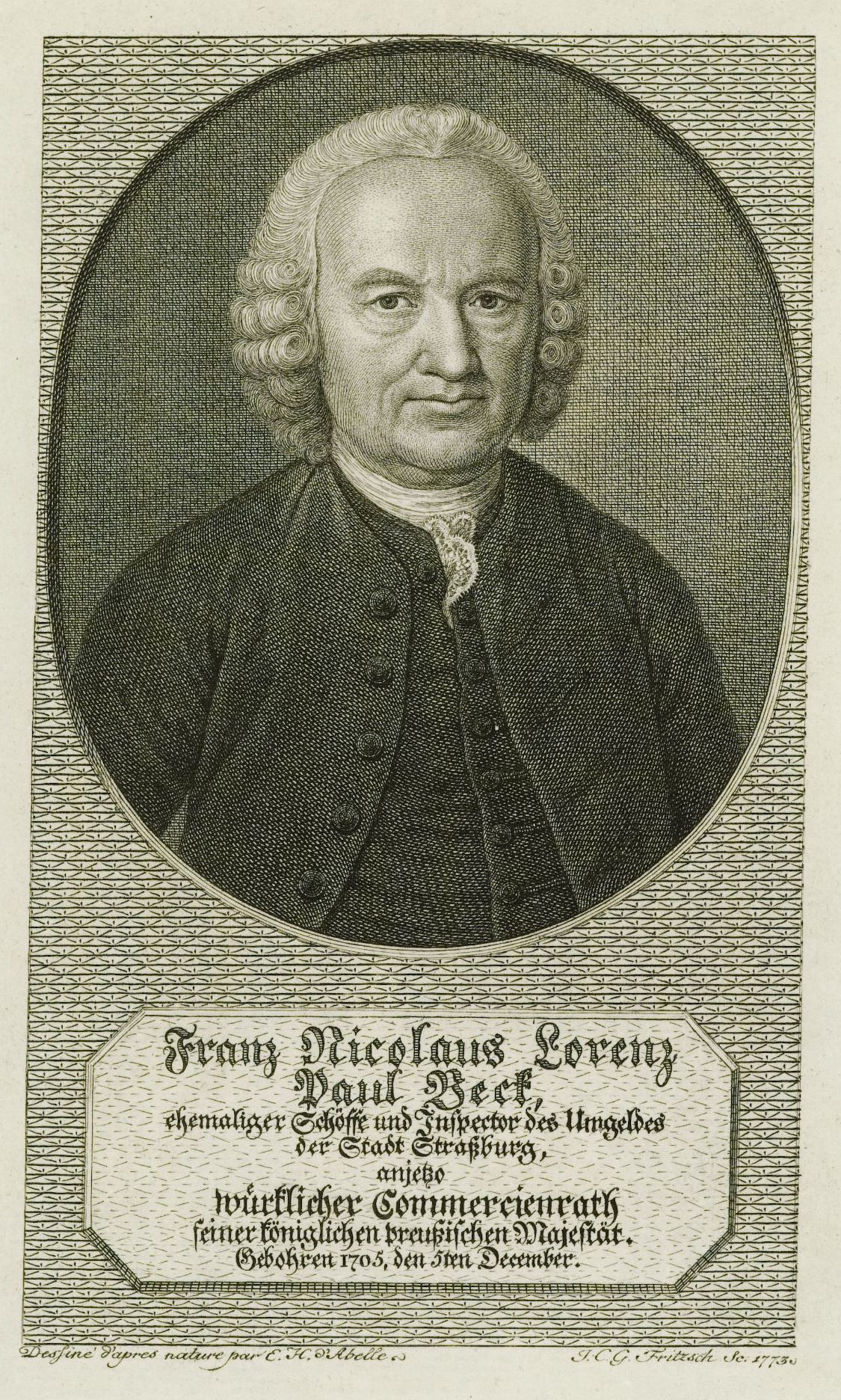
Franz Nicolaus Lorenz Paul Beck, gravure de Fritzsch d'après Ernst Heinrich Abel, 1773

- Portrait de George Augustus Eliott
- Portrait de Johann Henrich von Seelen
- Portrait de Nicholas Saunderson, d'après John Vanderback
- Portrait de Jean-Baptiste Rousseau
- Portrait de Swift
- Portrait de Henri II
- Portrait de Jean sans Peur
- Portrait de Maximilien II de Habsbourg
- Portrait de Fadrique Álvarez de Toledo y Enríquez de Guzmán
- Portrait de Maximilien de Hénin-Liétard